# Palacio de Villette
El palacio de Villette o «mansión» de Villette es un château francés  que ocupa una superficie de setenta y cuatro hectáreas al noroeste de París, cerca de Versalles.
Proyectado por François Mansart en 1668 para el conde de Aufflay, es uno de los palacios históricos más significativos de la región parisina. Posee dos lagos rectangulares y un jardín diseñados por Le Nôtre.

## Aparición en películas
El palacio de Villette ha sido utilizado en el rodaje de como mínimo dos películas:
- En Héroes del cielo (título original en francés: Les Chevaliers du ciel, estrenada por primera vez en 2005), en la que representa ser un château propiedad del Estado Mayor de las fuerzas aéreas francesas.
- En El código Da Vinci (2006), en la que representa ser la residencia de Sir Leigh Teabing.

- Datos: Q528729
- Multimedia: Château de Villette (Condécourt) / Q528729